# Rossville (Tennessee)
Rossville is een plaats (town) in de Amerikaanse staat Tennessee, en valt bestuurlijk gezien onder Fayette County.

## Demografie
Bij de volkstelling in 2000 werd het aantal inwoners vastgesteld op 380.
In 2006 is het aantal inwoners door het United States Census Bureau geschat op 498, een stijging van 118 (31.1%).

## Geografie
Volgens het United States Census Bureau beslaat de plaats een oppervlakte van
4,6 km², waarvan 4,5 km² land en 0,1 km² water. Rossville ligt op ongeveer 110 m boven zeeniveau.

## Plaatsen in de nabije omgeving
De onderstaande figuur toont nabijgelegen plaatsen in een straal van 20 km rond Rossville.

## Geboren
- Mississippi Fred McDowell (1906-1972), countryblueszanger